# Joseph Joffo
Joseph Joffo (Parigi, 2 aprile 1931 – Saint-Laurent-du-Var, 6 dicembre 2018) è stato uno scrittore francese.
È conosciuto principalmente per aver raccontato la sua infanzia di bambino ebreo durante l'occupazione tedesca nel suo romanzo Un sacchetto di biglie (1973), tradotto in diciotto lingue.

## Biografia
Figlio di parrucchieri, Joseph Joffo nasce a Parigi nel 1931 e trascorre la sua infanzia nel XVIII arrondissement di Parigi in un quartiere popolare, passando il tempo a giocare e fare monellerie, invece di studiare. Quando scoppia la Seconda guerra mondiale e Parigi viene occupata dai tedeschi, Joseph si trova a vivere la difficile esperienza dei bambini dell'Olocausto. I membri della famiglia di Joffo decidono di disperdersi per sfuggire alla cattura e alla deportazione: il padre dà a Joseph e al fratello Maurice ventimila franchi e le istruzioni per dirigersi - a piedi, in autobus, in treno - verso Nizza, nel sud della Francia, allora zona occupata dagli italiani, ma libera dai nazisti, per ricongiungersi coi fratelli. Il viaggio è pieno di avventure e di pericoli superati con fantasia e coraggio. Arrestati dai tedeschi della Gestapo all'Hotel Excelsior, un prete cattolico salva loro la vita fornendo certificati di battesimo. Dopo la guerra, la famiglia di Joffo si ritrova tranne il padre, catturato e poi ucciso nel campo di sterminio di Auschwitz.
Joseph si dedicò a Parigi, dove abitò, all'attività di parrucchiere, prendendo in mano il negozio del padre e, coi fratelli, aprendone una dozzina nella capitale. A un certo punto, a causa di un incidente sportivo che lo immobilizzò per alcune settimane, decise di mettere per iscritto i dolorosi ricordi che lo tormentavano. Nacque così il suo primo e più noto romanzo, Un sacchetto di biglie, da cui furono realizzati due adattamenti cinematografici: il primo diretto da Jacques Doillon nel 1975, e il secondo diretto da Christian Duguay nel 2017.
Padre di tre figli, è morto all'ospedale di Saint-Laurent-du-Var, nel sud della Francia, il 6 dicembre 2018, all'età di 87 anni.

## Opere
- Un Sac de billes  (1973)
  - Un sacchetto di biglie
- Anna et son orchestre (1975)
  - Anna e la sua orchestra
- Baby-foot  (1977)
  - Le vetrine illuminate
- La vieille Dame de Djerba (1979)
- Tendre Été (1981)
- Le Cavalier de la terre promise (1983)
- Simon et l'enfant (1985)
  - Simon e il bambino
- Abraham Lévy, curé de campagne  (1988)
  - Abraham Lévy, curato di campagna
- La jeune Fille au pair, (1993)
- Je reviendrai à Göttingen (1995)
- Agates et Calots (1997)
- Un enfant trop curieux (1998)
- Les Aventuriers des nouveaux mondes (2001)
- La Guerre à l'italienne (2006)
- Incertain sourire (2007)
- Le Fruit aux mille saveurs, La Carpe et Le Rouge-gorge (tre racconti per bambini)